# 岡村孝子 四季の祈り
『岡村孝子 四季の祈り』（おかむらたかこ しきのいのり）は、岡村孝子が2010年から2011年の間に発表したカバー・アルバム4枚の共通名称。
ソロ歌手デビュー25周年記念特別限定盤。発売元はコットンフィールズ（Cottonfields）。

## 概要
夏編、秋編、冬編、春編の順で4回に分け、そのセルフカバー・アルバムと『四季の贈り物』（しきのおくりもの）という共通名称のクリスタルサウンド・アルバムが各1枚ずつ計2枚、トータル8枚が発表された。
本項では、それらすべてについて取扱う。

## 基本データ
夏編
- 『四季の祈り / 「夏」編』、2010年6月30日発売、規格品番：TLCC-2301
- 『四季の贈り物 / 「朱夏」編』、2010年6月30日発売、規格品番：TLCC-2401

秋編
- 『四季の祈り / 「秋」編』、2010年9月30日発売、規格品番：TLCC-2302
- 『四季の贈り物 / 「白秋」編』、2010年9月30日発売、規格品番：TLCC-2402

冬編
- 『四季の祈り / 「冬」編』、2010年12月4日発売、規格品番：TLCC-2303
- 『四季の贈り物 / 「玄冬」編』、2010年12月4日発売、規格品番：TLCC-2403

春編
- 『四季の祈り / 「春」編』、2011年3月31日発売[1]、規格品番：TLCC-2304
- 『四季の贈り物 / 「青春」編』、2011年3月31日発売、規格品番：TLCC-2404

## 解説
加藤晴子との女性デュオ「あみん」の活動停止後となる1985年10月19日、スタジオ・アルバム『夢の樹』（32FD-1021）とシングルレコード「風は海から」（07FA-1054）を同時に発表。それから25周年を迎えた2010年から2011年の間に企画された、ボーカル再録音の記念コンセプト・セレクション・アルバム。アレンジはコンサートのバンド・マスターを手がけることがある海老原真二が担当した。
英語の表記は『四季の祈り』が「Prayer of four Seasons」、『四季の贈り物』が「Gift from four Seasons」。コンサート会場での物販および、岡村孝子の公式ホームページ上で通販CDとして発売された。ディスクジャケット写真は8種8様で、同じシチュエーションの別カットではなく、着衣している衣装などもすべて異なっている。
2006年までに全15枚発表したスタジオ・アルバムから幅広く選曲されたが、1992年発売のアルバム『mistral』（FHCF-2518）からはシングル化された表題曲「ミストラル 〜季節風〜」（FHDF-1174）のみにとどまった。また、アルバム名と同じタイトルで存在する曲は、10曲中8曲が収録されている。
四季の祈り
アルバムのメイン・タイトルを『四季の祈り』とし、前述の通り1985年から2006年の間に発表された全ソロ楽曲から、春夏秋冬の4パターンに分けられた各10曲ずつ全40曲をボーカル再録音で収録。
楽曲選曲にあたっては、ファンから募ったリクエストも参考にされている。各アルバムの歌詞ブックレットにはライナーノーツ及び岡村本人による収録曲ごとのコメントを掲載。歌詞自体は夏を描いていても、本人が「春のイメージ」と語った上で春編に収録された「明日の幸せ」（AMDM-6193）のように、岡村自身の意思も反映された振り分けになっている。逆に、ファンからの意見で「この曲ってこの季節のイメージなんだ」と驚いた曲もあると楽曲解説上で語った。
スタジオライブ盤とも称されているように、編曲の軸となっているのは主にコンサートにおけるアレンジである。オリジナル・バージョンでは曲のアウトロがフェードアウトする楽曲にもエンディングを持たせている点が、特徴として挙げられる。また、ライブ会場での録音（いわゆるライブ・アルバム）ではないので、観客の声援や拍手等は入っていない。
四季の贈り物
ボーカル入りの各アルバムと当時発売で、ボーカル無しのクリスタルサウンド・アルバム『四季の祈り』も春夏秋冬の4パターンが制作された。収録曲はボーカル盤（『四季の祈り』）と全盤が異なっており、ボーカル盤だけの収録曲もあればクリスタルサウンド盤だけの収録曲もあり、またボーカル盤・クリスタルサウンド盤ともに収録されている楽曲もある。ただし、「ボーカル盤では春編に収録されているが、クリスタルサウンド盤では夏編に収録」というように、異なる四季に収録された楽曲はない。
ボーカルはないが、添付の歌詞ブックレットには歌詞が掲載されている。また、ライナーノーツ及び岡村本人による収録曲ごとのコメントも同様に掲載されている。
本アルバム群と同じく25周年記念作品となる、紙ジャケットのCDシングル「IDENTITY」（「冬」「玄冬」編と同時発売、TLCC-2525）には、カップリング曲の「forever」を含めた「IDENTITY（クリスタルサウンド）」「forever（クリスタルサウンド）」が当シングルにのみ収録されている。

## 『四季の祈り』収録曲
- 特記以外全作詞・作曲: 岡村孝子、編曲: 海老原真二

### 「夏」編
1. 白い夏（5;09）
2. 夏の日の午後（4:47）
3. あなたと生きた季節（5:12）
4. 愛を急がないで（5:48）
5. ミストラル 〜季節風〜（4:59）
6. 終わらない夏（5:12）
7. adieu（5:18）
8. 海岸通り（5:26）
9. はぐれそうな天使（4:08）
  - 作詞: 来生えつこ、作曲: 来生たかお
10. ハレルヤ（5:09）

### 「秋」編
1. 満天の星（6:34）
2. オー・ド・シエル（天の水）（5:45）
3. 明日への道（5:16）
4. 星空はいつも（4:24）
5. Good-Day 〜思い出に変わるならば〜（4:49）
6. 秋の日の夕暮れ（4:12）
7. 電車（5:30）
8. ホームタウン（5:13）
9. ジュ・テーム（4:56）
10. Time and again（5:35）

### 「冬」編
1. Heaven knows（4:53）
2. クリスマスの夜 〜2003 Version〜（5:09）
3. Winter Story（4:51）
4. 笑顔にはかなわない（4:48）
5. 天使たちの時（5:20）
6. 白い世界（5:16）
7. リフレイン 〜Sg Version〜（5:21）
8. 夢の途中（5:49）
9. Dear Friend（4:12）
10. Dearest Honey（4:45）

### 「春」編
1. ヒロイン 〜あの日の涙を忘れない〜（4:25）
2. 新しいスタート（4:46）
3. Brand-new Days（5:01）
4. 心の草原（5:03）
5. 明日の幸せ（4:25）
6. Kiss（5:21）
7. 心のユートピア（4:55）
8. 五月の晴れた空（4:41）
9. 山あり 谷あり（4:50）
10. 春色のメロディー（5:02）

## 『四季の贈り物』収録曲
- 全作詞・作曲: 岡村孝子、編曲: 海老原真二
- リンクのない楽曲は、『四季の祈り』に収録されている楽曲

### 「朱夏」編
1. 白い夏（5:18）
2. 風は海から（5:05）
3. あなたと生きた季節（5:35）
4. あの海へ今帰りたい 〜a cote de la mer〜（4:49）
5. ミストラル 〜季節風〜（5:05）
6. 永遠の木もれ陽（5:30）
7. 夏の日の午後（4:26）
8. 愛を急がないで（5:45）
9. adieu（5:26）
10. いつも心に太陽を（5:16）

### 「白秋」編
1. 秋の日の夕暮れ
2. ソレイユ
3. 夢の樹
4. オー・ド・シエル（天の水）
5. 満天の星
6. 電車
7. Time and again
8. Good-Day 〜思い出に変わるならば〜
9. ジュ・テーム
10. ホームタウン

### 「玄冬」編
1. Baby,Baby
2. プラネタリウム
3. Heaven knows
4. クリスマスの夜
5. 天使たちの時
6. 今日も眠れない
7. リフレイン
8. 笑顔にはかなわない
9. Dearest Honey
10. 聖域 〜sanctuary〜

### 「青春」編
1. 夢をあきらめないで
2. 四つ葉のクローバー
3. 春色のメロディー
4. 心の草原
5. 輝き
6. 青い風
7. 五月の晴れた空
8. 心のユートピア
9. Kiss
10. 虹を追いかけて